# ドネツクと南オセチアの関係
ドネツク-南オセチア関係（ロシア語: Донецко-южноосетинские отношения；オセット語: Донецчы Адӕмон Республикӕ-Хуссар Ирыстоны хъуыд）とは、ドネツク人民共和国と南オセチアとの間に成立した外交関係である。 ドネツクは2014年にウクライナからの独立を宣言し、南オセチアと相互承認の上、国交を樹立した。

## 歴史
南オセチアとドネツクは、ソビエト連邦では別々の共和国として統治されていた。 南オセチアはソ連のグルジア・ソビエト社会主義共和国の自治州、ドネツクはウクライナ・ソビエト社会主義共和国のドネツク州であった。
2014年4月、ドネツク州はウクライナからの分離独立を宣言し、ドネツク人民共和国を設立した。 その後、南オセチアのメドエフ駐露大使は、ドネツク人民共和国最高評議会議長を名乗るデニス・プシーリン氏が率いる代表団に接触した。 会談では、プーシリン氏が南オセチア州の大統領と議長に対し、ドネツク人民共和国の独立を認めるよう求め、両者はウクライナ南東部の情勢と平和的解決の見通しについて協議した。
6月27日、南オセチア安保理はドネツク人民共和国の要請を承認し、ドネツクの独立を承認した。「ドネツク人民共和国の承認は正しい方向への一歩であり、南オセチア国民はドネツクとルガンスクの承認決定を支持し感謝していると信じている」とティビロフ大統領はRIA Novostiに述べた。
2015年5月12日、ドネツク人民共和国外務省が声明で南オセチアとアブハジアを承認した。
2016年6月18日、アブハジアのラウル・ハジンバ大統領は、ドネツク人民共和国がアブハジアを承認したことに感謝の意を表明した。ただし、ドネツク人民共和国とルガンスク人民共和国については、両国がミンスク協定第2号のもと、独立ではなく、より大きな自治権を与えるようウクライナ政府と交渉してきたため、アブハジアが承認するのは不適切であると述べた。

## 注記
1. ↑  “顿涅茨克州宣布成立“主权国家”” (中国語). 日本経済新聞社. (2014年5月13日) 2022年7月29日閲覧。
2. ↑  “Self-proclaimed Donetsk People’s Republic asks S. Ossetia to recognize its independence”.  Kyiv Post (2014年6月21日). 2020年12月5日閲覧。
3. ↑  “South Ossetia recognizes independence of Donetsk People’s Republic”.  TASS (2014年6月27日). 2016年11月17日時点のオリジナルよりアーカイブ。2016年6月22日閲覧。
4. ↑  “Ukrainian separatists recognize Abkhazia, South Ossetia”.   トルコ情報誌 (2015年5月13日). 2015年8月2日時点のオリジナルよりアーカイブ。2016年6月22日閲覧。
5. ↑  “СТЕНОГРАММА ПРЕСС-КОНФЕРЕНЦИИ РАУЛЯ ХАДЖИМБА ДЛЯ АБХАЗСКИХ СМИ (ЧАСТЬ I)” (ロシア語).   ПРЕЗИДЕНТ РЕСПУБЛИКИ АБХАЗИЯ (2015年5月16日). 2022年5月5日閲覧。